# أميليا بينيت
أميليا بينيت (بالإنجليزية: Amelia Bennett)‏ هي فنانة أمريكية، ولدت في 1914، وتوفيت في 2002.